# Dolichognatha tigrina
Dolichognatha tigrina är en spindelart som beskrevs av Simon 1893. Dolichognatha tigrina ingår i släktet Dolichognatha och familjen käkspindlar. Inga underarter finns listade i Catalogue of Life.